# Factorio
『Factorio』（ファクトリオ）は、Wube Softwareが開発したリアルタイムストラテジーゲームである。早期アクセス期間を経て、2020年8月14日に正式版がリリースされた。

## 内容
ゲームは宇宙飛行士が未知の惑星に墜落するところから始まる。唯一の生存者として、自力で資源を収集して、産業インフラを構築し、再び宇宙空間に飛び立つためのロケットを製造しなければならない。しかし環境を守ろうとする原住民と対峙することになる。

## ゲームプレイ
Factorioは、資源集めに加えてリアルタイムストラテジーとサバイバルの要素を持つ。これは『Minecraft』に工業要素を追加するMOD、BuildCraftとIndustrialCraftから着想を得ている。プレイヤーは回収した資源を使っていろいろな道具や装置を作り出せる。その装置を使ってさらに強力な資源を作り出し、より先進的な技術を生み出すことができる。採掘、輸送、加工、製造の自動化をするシステムを構築していきながらゲームは進行する。

### 敵
プレイヤーは、在来種による攻撃から製造場所を守る必要がある。彼らはプレイヤーが産業を発展させていくに連れてより攻撃的になる。プレイヤーは製造と防衛のバランスを保たなければならない。敵には、バイター、スピッター、ワームの三種類があり、ランダムに生成される巣から現れる。

### マルチプレイヤー
マルチプレイヤーモードは、ローカルとインターネット両方に対応している。

## 他作品への影響
本作のシステムは「工場建設ゲーム」としてジャンル化し、他社より『Dyson sphere program』などの作品が登場した。